# Xã Garden, Quận Polk, Minnesota
Xã Garden (tiếng Anh: Garden Township) là một xã thuộc quận Polk, tiểu bang Minnesota, Hoa Kỳ. Năm 2010, dân số của xã này là 212 người.